# Campionat del Món de voleibol femení
El Campionat del Món de voleibol femení és una competició esportiva internacional de voleibol per a seleccions estatals que es disputa cada quatre anys i que és organitzada per la Federació Internacional de Voleibol (FIVB).
El primer campionat del món masculí de voleibol es disputà el 1952 a l'URSS, coincidint amb el segon campionat del món masculí. Des d'aleshores s'ha disputat cada quatre anys amb l'única excepció dels mundials de 1960 i 1962, quan la introducció del voleibol als Jocs Olímpics va fer necessari ressituar els campionats del món en els anys parells en què no es disputessin els jocs.

## Historial
| En negreta = Selecció campiona (prò.) = Pròrroga |

| I     | 1952 | Unió Soviètica | lligueta | Polònia        | Txecoslovàquia      | lligueta | Bulgària          | Unió Soviètica          |       |
| II    | 1956 | Unió Soviètica | lligueta | Romania        | Polònia             | lligueta | Txecoslovàquia    | França                  |       |
| III   | 1960 | Unió Soviètica | lligueta | Japó           | Txecoslovàquia      | lligueta | Polònia           | Brasil                  |       |
| IV    | 1962 | Japó           | lligueta | Unió Soviètica | Polònia             | lligueta | Romania           | Unió Soviètica          |       |
| V     | 1967 | Japó           | lligueta | Unió Soviètica | Corea del Sud       | lligueta | Perú              | Japó                    |       |
| VI    | 1970 | Unió Soviètica | lligueta | Japó           | Corea del Nord      | lligueta | Hongria           | Bulgària                |       |
| VII   | 1974 | Japó           | lligueta | Unió Soviètica | Corea del Sud       | lligueta | Alemanya Oriental | Mèxic                   |       |
| VIII  | 1978 | Cuba           | 3–0      | Japó           | Unió Soviètica      | 3–1      | Corea del Sud     | Unió Soviètica          |       |
| IX    | 1982 | Xina           | 3–0      | Perú           | Estats Units        | 3–1      | Japó              | Perú                    | [ 1 ] |
| X     | 1986 | Xina           | 3–1      | Cuba           | Perú                | 3–1      | Alemanya Oriental | Txecoslovàquia          |       |
| XI    | 1990 | Unió Soviètica | 3–1      | Xina           | Estats Units        | 3–1      | Cuba              | Xina                    |       |
| XII   | 1994 | Cuba           | 3–0      | Brasil         | Rússia              | 3–1      | Corea del Sud     | Brasil                  |       |
| XIII  | 1998 | Cuba           | 3–0      | Xina           | Rússia              | 3–1      | Brasil            | Japó                    |       |
| XIV   | 2002 | Itàlia         | 3–2      | Estats Units   | Rússia              | 3–1      | Xina              | Alemanya                |       |
| XV    | 2006 | Rússia         | 3–2      | Brasil         | Sèrbia i Montenegro | 3–0      | Itàlia            | Japó                    |       |
| XVI   | 2010 | Rússia         | 3–2      | Japó           | Japó                | 3–2      | Estats Units      | Japó                    |       |
| XVII  | 2014 | Estats Units   | 3–1      | Xina           | Brasil              | 3–2      | Itàlia            | Itàlia                  |       |
| XVIII | 2018 | Sèrbia         | 3–2      | Itàlia         | Xina                | 3–0      | Països Baixos     | Japó                    | [ 2 ] |
| XIX   | 2022 | Sèrbia         | 3–0      | Brasil         | Itàlia              | 3–0      | Estats Units      | Països Baixos i Polònia | [ 3 ] |
| XX    | 2025 |                |          |                |                     |          |                   |                         |       |

## Medaller històric
| Unió Soviètica = Seleccions desaparegudes Dades actualitzades el juliol de 2024 |

| #  | Selecció nacional            | Or | Argent | Bronze | Total |
| -- | ---------------------------- | -- | ------ | ------ | ----- |
| 1  | Unió Soviètica               | 5  | 2      | 1      | 8     |
| 2  | Japó                         | 3  | 3      | 1      | 7     |
| 3  | Cuba                         | 3  | 1      | 0      | 4     |
| 4  | República Popular de la Xina | 2  | 3      | 1      | 6     |
| 5  | Rússia                       | 2  | 0      | 3      | 5     |
| 8  | Sèrbia                       | 2  | 0      | 0      | 2     |
| 7  | Estats Units                 | 1  | 2      | 2      | 5     |
| 8  | Itàlia                       | 1  | 1      | 1      | 3     |
| 9  | Brasil                       | 0  | 4      | 1      | 5     |
| 10 | Polònia                      | 0  | 1      | 2      | 3     |
| 11 | Perú                         | 0  | 1      | 1      | 2     |
| 12 | Romania                      | 0  | 1      | 0      | 1     |
| 13 | Txecoslovàquia               | 0  | 0      | 2      | 2     |
| 13 | Corea del Sud                | 0  | 0      | 2      | 2     |
| 15 | Corea del Nord               | 0  | 0      | 1      | 1     |
| 15 | Sèrbia i Montenegro          | 0  | 0      | 1      | 1     |